# Isao Taniguchi
Isao Taniguchi (født 16. februar 1991) er en japansk fodboldspiller, som spiller for den japanske fodboldklub Kagoshima United FC.